# Вестерос (град)
Вестерос (швед. Västerås) је један од великих градова у Шведској, у средишњем делу државе. Град је у оквиру истоименог Вестманландски округа и његово је управно седиште и највећи град. Вестерос је истовремено и седиште истоимене општине.
Вестерос је и важно верско седиште са великим и познатом саборном црквом.

## Географија
Град Вестерос се налази у средишњем делу Шведске и Скандинавског полуострва. Од главног града државе, Стокхолма, град је удаљен 110 km западно. 
Вестерос се развио у унутрашњости Скандинавског полуострва, у историјској области Вестманланд. Подручје града је равничарско до бреговито, а надморска висина се креће 5-35 м.
У Вестеросу је клима континентална са утицајем мора и крајњих огранака Голфске струје. Стога су зиме блаже, а лета свежија у односу на дату географску ширину.
Вестерос се развио у на северној обали језера Меларен, трећем по величини у Шведској. У језеро се на датом месту улива река Свартон.

## Историја
Вестерос спада у најстарије градове Шведске. Помиње се већ у време викинга, под именом Westra Aros. Aros је стара реч за ушће, која наговештава да се град налазио на месту где се река Свартон улива у језеро Меларен. 1990. године Вестерос је званично прославио хиљаду година постојања.
Вестерос се шаљиво назива „градом краставаца“, због њиховог учесталог узгајања још од 18. века.
У другој половини 19. века, са доласком индустрије и железнице, Вестерос доживљава препород. Ово је довело до достизања благостања, које траје и дан-данас.

## Становништво
Вестерос је једна од пар шведских градова са више од 100 хиљада становника. Град има око 111.000 становника (податак из 2010. г.), а градско подручје, тј. истоимена општина има око 139.000 становника (податак из 2012. г.). Последњих деценија број становника у граду расте.
До средине 20. века Вестерос су насељавали искључиво етнички Швеђани. Међутим, са јачањем усељавања у Шведску, становништво града је постало шароликије.

## Привреда
Данас је Вестерос савремени град са посебно развијеном индустријом (машинска, ИТ, прецизна механика и сл.). Последње две деценије посебно се развијају трговина, услуге и туризам.

## Галерија
- Зимска силуета Вестероса
- Вестероски дворац
- Саборна црква
- Стари градски хотел
- Ледена дворана
- Вестманландско позориште
- Градски облакодер
- Музеј уметности